# Koniče
Koniče (Servisch cyrillisch Кониче) is een plaats in de Servische gemeente Tutin. De plaats telt 322 inwoners (2002).